# Edy Cerri
Edy Neide Cerri (São Paulo, 9 de outubro de 1940) é uma ex-atriz brasileira. Edy abandonou a carreira no inicio dos anos 1970.

## Atuação na televisão
| Ano       | Título                      | Personagem        | Notas                              |
| --------- | --------------------------- | ----------------- | ---------------------------------- |
| 1973      | Vidas Marcadas              | Edith             |                                    |
| 1973      | Vendaval                    | Candinha          |                                    |
| 1972      | Quero Viver                 | Nina              |                                    |
| 1972      | O Tempo Não Apaga           | Carminha Monteiro |                                    |
| 1971      | Quarenta Anos Depois        | Profª. Inês       |                                    |
| 1971      | Os Deuses Estão Mortos      | Inês              |                                    |
| 1970      | As Pupilas do Senhor Reitor | Mariazinha        |                                    |
| 1969      | O Bolha                     | Ângela            |                                    |
| 1969      | Algemas de Ouro             | Cássia            |                                    |
| 1969      | Seu Único Pecado            | Tereza            |                                    |
| 1968      | Ana                         | Patrícia          |                                    |
| 1968      | As Professorinhas           | Regina            |                                    |
| 1966      | Sangue Rebelde              | Isabel            |                                    |
| 1965      | Amor de Perdição            |                   |                                    |
| 1965      | O Tirano                    | Lúcia             |                                    |
| 1965      | As Professorinhas           | Edy               |                                    |
| 1965      | Escrava do Silêncio         | Denise            |                                    |
| 1965      | O Moço Loiro                | Honorina          |                                    |
| 1964-1965 | Sítio do Picapau Amarelo    | Narizinho         |                                    |
| 1959      | Angélika                    |                   |                                    |
| 1958      | Os Dez Mandamentos          |                   |                                    |
| 1957      | Teatro da Juventude         | Filha             | Episódio: "Os Filhinhos de Mamãe"  |
| 1957      | Teatro da Juventude         | —                 | Episódio: "A História de um Gênio" |
| 1957      | Teatro da Juventude         | —                 | Episódio: "O Último Ramalhete"     |
| 1956      | Teatro Três Leões           | —                 | Episódio: "O Anjo de Pedra"        |
| 1955      | Teatro Escola de SP         | —                 | Episódio: "O Violino Mágico"       |
| 1954-1963 | Sítio do Picapau Amarelo    | Narizinho         |                                    |